# Televisão de Moçambique
Televisão de Moçambique (TVM) és el canal nacional de televisió de Moçambic. Les seves oficines centrals i estudis es troben a la capital, Maputo. TVM rep el 60% del seu finançament des del govern, mentre que el 40% restant prové de la publicitat i altres fonts comercials.

## Història
Les primeres imatges de televisió vistes a Moçambic van ocórrer en 1979, durant la Fira Internacional de Maputo. Però fins al 3 de febrer de 1981 no es produeix la creació del primer canal de televisió moçambiquès: Televisão Experimental de Moçambique. Aquest canal inicialment transmetia només els diumenges, i la seva principal programació consistia en noticiaris i reportatges produïts en els cinc dies anteriors.
En els anys següents, el nombre de dies d'emissió va ser augmentant, arribant a emetre cinc hores diàries en 1991. És en aquest context que el 16 de juny d'aquest any és creada Televisão de Moçambique mitjançant un decret governamental.
A l'abril de 1992, TVM inaugura una delegació a Beira, mentre que al setembre de 1994 inaugura una altra a Nampula. Posteriorment obriria oficines locals a Quelimane i Pemba.
El 25 de juny de 1999, Televisão de Moçambique inaugura les seves transmissions via satèl·lit, amb la qual cosa aconsegueix cobertura nacional, així com cobertura en gran part d'Àfrica i alguns sectors d'Europa. En l'actualitat, TVM posseeix repetidores a Montepuez (Cabo Delgado), Alto Molócuè, Mocuba, Milange i Morrumbala (Zambézia), Manica i Mambone (província d'Inhambane), Chókwè (Gaza) i Magude (província de Maputo).